# Кузьмина

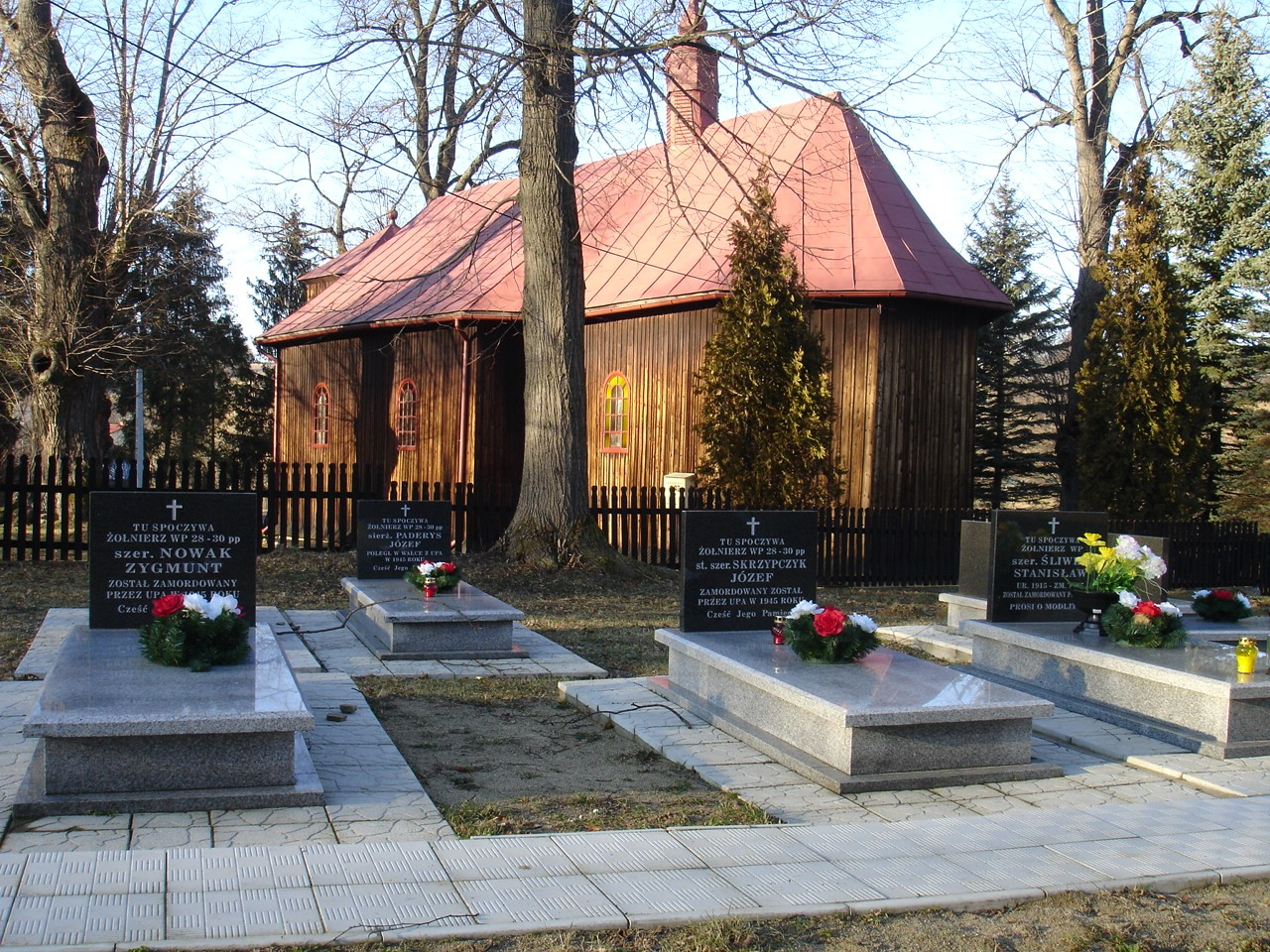
На задньому плані стародавня церква святого Дмитра в Кузьмині. На передньому плані кладовище польських солдатів

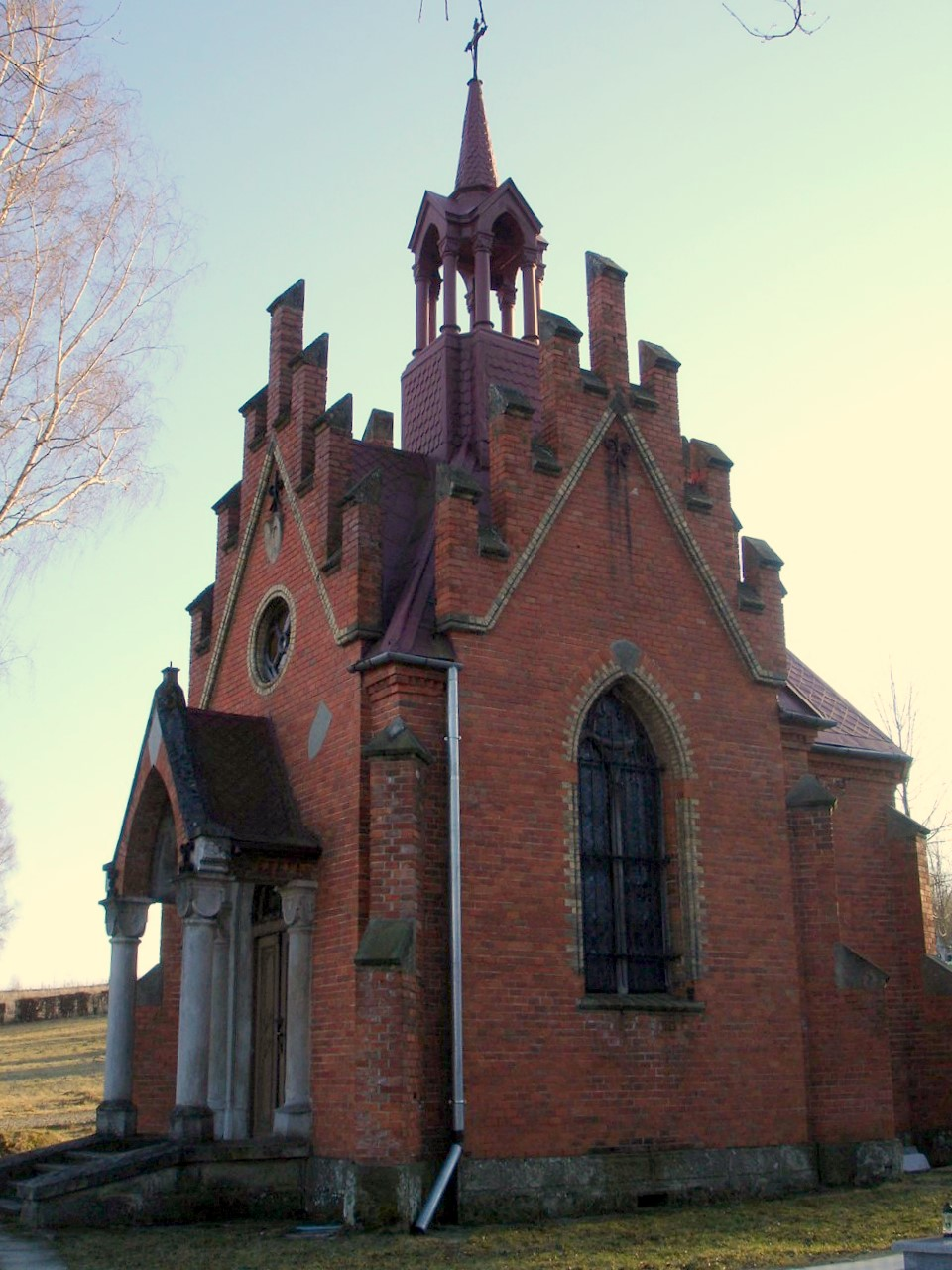
Цвинтарна римо-католицька каплиця в Кузьмині

Кузьми́на (пол. Kuźmina) — село в Польщі, у гміні Бірча Перемишльського повіту Підкарпатського воєводства.
Населення — 400 осіб (2011).
До 1954 року існувала гміна Кузьмина.
В Кузьмині знаходиться найглибша в Польщі бурова свердловина Кузьмина-1 глибиною 7541 метр. Була то дослідницька свердловина, що мала на меті дослідити геологічну будову Карпат. До кристалічного щита дійшли на глибині понад 7300 метрів.

## Географія
Село розташоване на відстані 12 кілометрів на південний захід від центру гміни села Бірчі, 33 кілометри на південний захід від центру повіту міста Перемишля і 57 кілометрів на південний схід від столиці воєводства — міста Ряшіва.

## Історія
В XI-XIII століттях на цих землях існувало Перемишльське руське князівство зі столицею в Перемишлі, яке входило до складу Галицького князівства, а пізніше Галицько-Волинського князівства.
Після захоплення цих земель Польщею територія в 1340–1772 роках входила до складу Перемишльської землі Руського воєводства Королівства Польського.
Перша письмова згадка про село Кузьмина відносяться до 1497 року, наступна до 1500 року.
Першу церкву збудовано в 1526 році.
В 1772 році внаслідок першого поділу Польщі село Крайна відійшло до імперії Габсбургів.
В 19 столітті село було власністю Песьоровських (пол. Pieciorowskich). На схід від села знаходяться фрагменти двірської фортифікації.
Під кінець 19 століття село поділялося на чотири частини: Кузьмина гірська, Маргел, Кічера і Кам'янка, яку також звали Вапнисько (пол. Kuźminę górną, Margel, Kiczerę i Kamionkę zwaną również Wapienisko).
Після розпаду Австро-Угорщини і утворення Другої Речі Посполитої це частково населене українцями село Надсяння окупувала Польща, що було закріплено в Ризькому мирному договорі 1921 року.
1 серпня 1934 року село стало центром гміни Кузьмина в складі добромильського повіту львівського воєводства. До складу гміни, крім власне Кузьмини, входили також населені пункти Лещава-Горішня, Лещавка, Розтока (тепер вони входять в склад гміни Бірча), Креців, Ляхава, Розпуття (тепер входять в склад гміни Тирява Волоська).
В 1938 році село стало місцем кількаденних протистоянь українського населення з Кузьмини та околиць, що боролося за відібрану в них римо-католиками церкву святого Дмитра, з поляками. Після декількох днів зіткнень в село прибули відділи жандармерії, стягнені з Добромиля, Сянока і Перемишля. Кількадесят осіб, серед них жінки і діти, внаслідок побиття отримали тілесні ушкодження, а декілька осіб закатовано на смерть. Церква святого Дмитра була польською владою зачинена, а повернула та відкрила доступ до неї вірним УГКЦ щойно окупаційна німецька влада в 1941 році.
У 1939 році в селі проживало 1 080 мешканців, з них 220 українців-грекокатоликів (частина українців переписались на поляків), 845 поляків і 15 євреїв
Після нападу 1 вересня 1939 року Третього Рейху на Польщу й початку Другої світової війни та вторгнення СРСР до Польщі 17 вересня 1939 року Кузьмина, що знаходиться на правому, східному березі Сяну, разом з іншими навколишніми селами відійшла до СРСР і ввійшла до складу Бірчанського району (районний центр — Бірча) утвореної 4 грудня 1939 року Дрогобицької області УРСР (обласний центр — місто Дрогобич).
З початком німецько-радянської війни село вже в перший тиждень було зайняте військами вермахту.
В кінці липня 1944 року село було зайняте Червоною Армією.
13 серпня розпочато насильну мобілізацію українського населення Дрогобицької області до Червоної Армії (облвоєнком — підполковник Карличев).
В березні 1945 року Кузьмина, як і весь Бірчанський район з районним центром Бірча, Ліськівський район з районним центром Лісько та західна частина Перемишльського району включно з містом Перемишль зі складу Дрогобицької області передано Польщі і село опинилося по польському боці розмежування лінії Керзона, у так званому Закерзонні.
Москва підписала й 16 серпня 1945 року опублікувала офіційно договір з Польщею про встановлення лінії Керзона українсько-польським кордоном та, незважаючи на бажання українців залишитись на рідній землі, про передбачене «добровільне» виселення приблизно одного мільйона українців з «Закерзоння», тобто Підляшшя, Холмщини, Надсяння і Лемківщини.,
Розпочалося виселення українців з рідної землі. Проводячи депортацію, уряд Польщі, як і уряд СРСР, керувалися Угодою між цими державами, підписаною в Любліні 9 вересня 1944 року, але, незважаючи на текст угоди, у якому наголошувалось, що «Евакуації підлягають лише ті з перелічених (…) осіб, які виявили своє бажання евакуюватися і щодо прийняття яких є згода Уряду Української РСР і Польського Комітету Національного Визволення. Евакуація є добровільною і тому примус не може бути застосований ні прямо, ні посередньо. Бажання евакуйованих може бути висловлено як усно, так і подано на письмі.», виселення було примусовим і з застосуванням військових підрозділів.
Українська Повстанська Армія намагалась захистити мирне українське населення від примусової депортації польською армією та не дати польській владі заселювати звільнені господарства поляками. Вночі з 21 на 22 жовтня 1945 року сотня Громенка в кількості понад 200 вояків та дві чоти сотні сотенного Барона виконали акцію на село Кузьмина, де перебували майже 600 вояків ВП та 40 МО. В цьому бою впав чотовий Барон — поручник 1 УД УНА, а з сотні Громенка було 4 вбитих і 9 ранених. Скільки втрат мали поляки не вдалось ствердити, бо вони вбитих відвезли до Перемишля. 2 листопада 1945 року село Кузьмина було заатаковане сотнею УПА «Громенки». В результаті атаки 11 поляків загинуло і 4 особи було поранено.
Українське населення села, якому вдалося уникнути депортації до СРСР, попало в 1947 році під етнічну чистку під час проведення Операції «Вісла» і було виселено на ті території у західній та північній частині польської держави, що до 1945 належали Німеччині.
У 1975—1998 роках село належало до Перемишльського воєводства.

## Населення
Демографічна структура станом на 31 березня 2011 року:
|          | Загалом | Допрацездатний вік | Працездатний вік | Постпрацездатний вік |
| -------- | ------- | ------------------ | ---------------- | -------------------- |
| Чоловіки | 208     | 41                 | 142              | 25                   |
| Жінки    | 192     | 36                 | 109              | 47                   |
| Разом    | 400     | 77                 | 251              | 72                   |

- 1785 — 103 греко-католики, 265 римо-католиків та 5 юдеїв
- 1840 — 250 греко-католиків
- 1859 — 250 греко-католиків
- 1880 — 90 греко-католиків, 560 римо-католиків
- 1899 — 144 греко-католики
- 1900 — 234 греко-католики і 644 римо-католиків
- 1926 — 320 греко-католиків
- 1929 — 924 мешканці
- 1938 — 246 греко-католиків
  - (відсутні дані про мешканців інших конфесій)
- 2006 — 480 мешканців

## Віровизнання

### Католики східного обряду (УГКЦ)
В Кузьмині знаходиться стародавня церква святого Дмитра, збудована в 1804 році коштом Возняків (пол. Woźniaków). В 1880 році церковна громада налічувала 90 вірних, літургії відбувалися нерегулярно. До 1926 року церква підлягала греко-католицькій парафії в Лещаві-Горішній Бірчанського деканату Перемишльської єпархії, потім — греко-католицькій парафії в Крецові, після Другої світової війни влада Польщі передала церкву у власність римо-католикам.

### Католики латинського обряду (РКЦ)
В 1880 році римо-католицька парафія в Тиряві Волоській налічувала 560 вірних з Кузьмини.